# Богородчанська селищна територіальна громада
Богородчанська селищна громада — територіальна громада в Україні, в Івано-Франківському районі Івано-Франківської области. Адміністративний центр — селище Богородчани.
Площа громади — 255,5 км², населення — 28 452 осіб (2020).

## Населені пункти
У складі громади 1 селище (Богородчани) і 16 сіл:
- Глибівка
- Глибоке
- Горохолина
- Горохолин Ліс
- Грабовець
- Діброва
- Жураки
- Забережжя
- Іваниківка
- Копачівка
- Ластівці
- Підгір'я
- Похівка
- Саджава
- Старуня
- Хмелівка